# Andrea Charvaz
Andrea Charvaz, a volte indicato anche come André o Andreas (Hautecour, 25 dicembre 1793 – Moûtiers, 18 ottobre 1870), è stato un arcivescovo cattolico italiano.

## Biografia
Nato nella Tarantasia allora sabauda, da Marie-Etienne Charvaz e Marie Borlet, agricoltori, fu ordinato sacerdote il 24 giugno 1818 a Chambéry. Dopo aver ricoperto l'incarico di vicario generale dell'arcidiocesi di Chambéry, fu scelto da Carlo Alberto di Savoia come precettore dei figli Vittorio Emanuele, futuro re d'Italia e Ferdinando, incaricò che condusse fino al 1833, coadiuvato da Lorenzo Isnardi, che ne prese successivamente il posto.
Il 20 gennaio 1834 fu nominato vescovo di Pinerolo; consacrato vescovo il successivo 9 marzo, prese possesso della diocesi il 31 marzo. Un terzo della popolazione della sua diocesi era allora valdese e monsignor Charvaz si confrontò con questa realtà (che otterrà libertà religiosa solo pochi anni dopo, nel 1848) riprendendo e sostenendo in due pubblicazioni le tesi di Bossuet secondo cui i valdesi avrebbero aderito alla riforma solo dopo essersi ribellati all'autorità della Chiesa cattolica. Allo stesso tempo contrastò le teorie del protestante Alexis Muston che sosteneva la tesi secondo cui i valdesi avrebbero avuto un'origine più antica, in età apostolica. Muston, che fu ospite del vescovo ed ebbe quindi modo di confrontarsi direttamente con lui, sostenne che le opere di Charvaz fossero tra le migliori scritte contro i valdesi.
Charvaz, che nelle sue lettere pastorali continuava a contrastare il protestantesimo e la diffusione da parte dei valdesi di Bibbie a suo dire distribuite ai cattolici per confonderli, predicò la conversione dei valdesi al cattolicesimo fondando, tra l'altro, a Torre Pellice il Priorato dell'Ordine dei Santi Maurizio e Lazzaro, al quale apparteneva con il grado di cavaliere di gran croce. Nel 1844 nella cattedrale di San Donato accolse solennemente la conversione di ventiquattro valdesi.
Il mancato accoglimento di una sua proposta di modifica alla legge del 30 ottobre 1847 che introdusse la censura statale sui testi liturgici, teologici e catechistici, da lui ritenuta una limitazione all'insegnamento dei vescovi imposta da chi dai vescovi avrebbe dovuto apprendere, lo portò a rassegnare le sue dimissioni il 9 maggio 1848. Gli fu assegnata la sede titolare di Sebaste di Armenia.
Il 27 settembre 1852, a dimostrazione del fatto che non era ancora caduto in disgrazia alla corte sabauda nonostante mantenesse posizioni contrarie alla politica liberale dello stato, fu nominato arcivescovo di Genova. Fu proprio Charvaz a benedire la prima pietra del nuovo santuario di Nostra Signora della Guardia sul Monte Figogna.
Nel 1869 si ritirò per motivi di salute e morì l'anno successivo a Moûtiers, nella natia Savoia, dove è sepolto.

## Genealogia episcopale
La genealogia episcopale è:
- Cardinale Scipione Rebiba
- Cardinale Giulio Antonio Santori
- Cardinale Girolamo Bernerio, O.P.
- Arcivescovo Galeazzo Sanvitale
- Cardinale Ludovico Ludovisi
- Cardinale Luigi Caetani
- Cardinale Ulderico Carpegna
- Cardinale Paluzzo Paluzzi Altieri degli Albertoni
- Papa Benedetto XIII
- Papa Benedetto XIV
- Papa Clemente XIII
- Cardinale Marcantonio Colonna
- Cardinale Giacinto Sigismondo Gerdil, B.
- Cardinale Paolo Giuseppe Solaro
- Arcivescovo François-Marie Bigex
- Arcivescovo Antoine Martinet
- Arcivescovo Andrea Charvaz

## Opere
- Origine dei Valdesi e carattere delle primitive loro dottrine, 1836.
- Guida del catecumeno valdese, 1840-1850.